# Vilafranca de Bonany
Vilafranca de Bonany è un comune spagnolo di 2 908 abitanti situato nella comunità autonoma delle Baleari, sull'isola di Maiorca.